# Liste der Finanzämter in Schleswig-Holstein
Diese Liste nennt die Finanzämter in Schleswig-Holstein.

## Allgemeines
Die schleswig-holsteinischen Finanzämter sind untere Landesbehörden. Als oberste Landesbehörde ist ihnen das Finanzministerium des Landes Schleswig-Holstein übergeordnet. Es gibt in Schleswig-Holstein 17 Finanzämter.

## Liste
| Bild | Name Bundesfinanzamtsnummer                                  | Ort Adresse                            | Finanzamtsbezirk | Gebäude | Behördengeschichte |
| ---- | ------------------------------------------------------------ | -------------------------------------- | --- | --- | ------------------ |
| 0    | Finanzamt Bad Segeberg 2111                                  | Bad Segeberg Theodor-Storm-Straße 4–10 | Kreis Segeberg mit Ausnahme der Gemeinden, die in den Bezirk des Finanzamts Neumünster eingegliedert sind | 0 | 0                  |
|      | Finanzamt Bad Segeberg – Außenstelle Norderstedt 2132        | Norderstedt Europaallee 22             | 0 | 0 | 0                  |
| 0    | Finanzamt Dithmarschen 2116                                  | Dithmarschen Ernst-Mohr-Straße 34      | Kreis Dithmarschen | 0 | 0                  |
| 0    | Finanzamt Eckernförde-Schleswig – Außenstelle Schleswig 2129 | Schleswig Suadicanistraße 26 / 28      | Teile der Kreise Rendsburg-Eckernförde sowie Schleswig-Flensburg | 0 | 0                  |
|      | Finanzamt Eckernförde-Schleswig – Hauptsitz Eckernförde 2129 | Eckernförde Bergstraße 50              | 0 | → Hauptartikel : Altes Seminar Eckernförde | 0                  |
|      | Finanzamt Elmshorn 2113                                      | Elmshorn Friedensallee 7–9             | Ein Teil des Kreises Pinneberg mit den Städten Barmstedt, Elmshorn, Quickborn, Tornesch, Uetersen und den Ämtern Elmshorn-Land, Hörnerkirchen, Rantzau und Geest und Marsch Südholstein (ohne die Gemeinde Appen) | Das Finanzamt Elmshorn war seit 1929 in der Moltkestraße 26 untergebracht. Das denkmalgeschützte Gebäude (siehe Bild) ist heute Polizeiwache. | 0                  |
|      | Finanzamt Flensburg 2115                                     | Flensburg Duburger Straße 58–64        | Stadt Flensburg sowie das Gebiet des aufgelösten Kreises Flensburg-Land | → Hauptartikel : Finanzamt Flensburg | 0                  |
|      | Finanzamt Itzehoe 2118                                       | Itzehoe Fehrsstraße 5                  | Kreis Steinburg | 0 | 0                  |
| 0    | Finanzamt Kiel 2120                                          | Kiel Feldstraße 23                     | Kieler Stadtgebiet sowie folgende Gemeinden des Kreises Rendsburg-Eckernförde: Achterwehr, Blumenthal, Böhnhusen, Felde, Flintbek, Kronshagen, Melsdorf, Mielkendorf, Molfsee, Ottendorf, Quarnbek, Rodenbek, Rumohr, Schierensee, Schönhorst und Techelsdorf | 0 | 0                  |
| 0    | Finanzamt Lübeck 2122                                        | Lübeck Possehlstraße 4                 | Stadtgebiet Lübeck | 0 | 0                  |
| 0    | Finanzamt Neumünster 2124                                    | Neumünster Bahnhofstraße 9             | Stadtgebiet Neumünster sowie die Orte und Gemeinden Armstedt, Arpsdorf, Bad Bramstedt, Bimöhlen, Bissee, Bönebüttel, Boostedt, Bordesholm, Bornhöved, Borstel, Bothkamp, Brügge, Dätgen, Damsdorf, Ehndorf, Föhrden-Barl, Fuhlendorf, Gönnebek, Grevenkrug, Groß Buchwald, Großenaspe, Großharrie, Groß Kummerfeld, Hagen, Hardebek, Hartenholm, Hasenkrug, Hasenmoor, Heidmoor, Heidmühlen, Hitzhusen, Hoffeld, Latendorf, Lentföhrden, Loop, Mönkloh, Mühbrook, Negenharrie, Nützen, Padenstedt, Reesdorf, Rendswühren, Schillsdorf, Schmalensee, Schmalfeld, Schmalstede, Stocksee, Schönbek, Sören, Tarbek, Tasdorf, Tensfeld, Wasbek, Wattenbek, Weddelbrook, Wiemersdorf | 0 | 0                  |
|      | Finanzamt Nordfriesland – Außenstelle Husum 2117             | Husum Herzog-Adolf-Straße 18           | 0Kreis Nordfriesland | Das Finanzamtsgebäude in Husum steht unter Denkmalschutz, siehe die Liste der Kulturdenkmale in Husum | 0                  |
|      | Finanzamt Nordfriesland – Hauptsitz Leck 2117                | Leck Eesackerstraße 11a                | Kreis Nordfriesland | Das Finanzamtsgebäude in Leck steht unter Denkmalschutz, siehe Liste der Kulturdenkmale in Leck (Nordfriesland) | 0                  |
| 0    | Finanzamt Ostholstein 2125                                   | Oldenburg in Holstein Lankenstraße 1b  | Die Städte Fehmarn, Heiligenhafen, Neustadt, Oldenburg, Bad Schwartau und die Gemeinden der Ämter Lensahn, Oldenburg-Land, Ostholstein-Mitte sowie die amtsfreien Gemeinden Dahme, Grömitz, Grube, Großenbrode, Ratekau, Scharbeutz, Süsel, Timmendorfer Strand und Kellenhusen | Das Finanzamtsgebäude in Oldenburg steht unter Denkmalschutz, siehe Liste der Kulturdenkmale in Oldenburg in Holstein | 0                  |
| 0    | Finanzamt Pinneberg 2131                                     | Pinneberg Friedrich-Ebert-Straße 29    | Ein Teil des Kreises Pinneberg mit den Städten Pinneberg, Schenefeld, Wedel, dem Amt Pinnau sowie den Gemeinden Appen, Bönningstedt, Halstenbek, Hasloh, Helgoland und Rellingen | 0 | 0                  |
| 0    | Finanzamt Plön 2126                                          | Plön Fünf-Seen-Allee 1                 | Kreis Plön ohne die Gemeinden Bönebüttel, Bothkamp, Großharrie, Rendswühren, Schillsdorf und Tasdorf sowie ein Teil des Kreises Ostholstein mit der Stadt Eutin und den Gemeinden Malente, Bosau, Ahrensbök und Stockelsdorf | Ab 1927 war das Finanzamt in den neu erbauten Finanzamtsgebäude Markt 17 untergebracht. Dieses steht unter Denkmalschutz, siehe Liste der Kulturdenkmale in Plön | 0                  |
| 0    | Finanzamt Ratzeburg 2127                                     | Ratzeburg Bahnhofsallee 20             | Kreis Herzogtum Lauenburg | Das Finanzamtsgebäude wurde 1938/39 erbaut. Es ist ein zweigeschossiger, breit gelagerter Backsteinbau mit zwei Querflügeln mit sachlichen zeittypische Formen und akzentuierter kunstkeramische Bauzier und steht unter Denkmalschutz, siehe Liste der Kulturdenkmale in Ratzeburg. | 0                  |
| 0    | Finanzamt Rendsburg 2128                                     | Rendsburg Kieler Straße 19             | Kreis Rendsburg-Eckernförde mit Ausnahme der Gemeinden, für die das Finanzamt Eckernförde-Schleswig zuständig ist, und mit Ausnahme der Gemeinden, die in die Finanzamtsbezirke Kiel-Süd und Neumünster eingegliedert sind | 0 | 0                  |
|      | Finanzamt Stormarn 2130                                      | Bad Oldesloe Berliner Ring 25          | Kreis Stormarn | Ab 1920 war das Finanzamt in der Mühlenstraße 22 untergebracht. Das Haus steht unter Denkmalschutz, siehe die Liste der Kulturdenkmale in Bad Oldesloe | 0                  |
| 0    | Finanzamt für Zentrale Prüfungsdienste                       | Kiel Hopfenstraße 2a                   | Das Finanzamt für Zentrale Prüfungsdienste ist landesweit für Steuerfahndung, Bußgeld- und Strafsachenangelegenheiten sowie die Groß- und Konzernbetriebsprüfung zuständig. Neben der Hauptstelle in Kiel werden Außenstellen an den Standorten Elmshorn, Flensburg und Lübeck unterhalten. | 0 | 0                  |

## Geschichte
Mit der Erzbergerschen Reform wurde in Deutschland eine einheitliche Reichsfinanzverwaltung geschaffen. Als untere Finanzbehörden entstanden Finanzämter jeweils auf Ebene der Landkreise. Rechtsgrundlage war die Bekanntmachung über die Sitze und Amtsbezirke der Finanzämter vom 16. Juni 1920. Für die Provinz Schleswig-Holstein war den Finanzämtern das Landesfinanzamt Schleswig-Holstein übergeordnet.
Dem Landesfinanzamt Schleswig-Holstein waren nachgelagert:
1. Finanzamt Altona
2. Finanzamt Blankenese
3. Finanzamt Eckernförde
4. Finanzamt Elmshorn
5. Finanzamt Flensburg-Stadt
6. Finanzamt Flensburg-Land
7. Finanzamt Heide (Holstein)
8. Finanzamt Husum
9. Finanzamt Itzehoe
10. Finanzamt Kiel
11. Finanzamt Leck (Schleswig)
12. Finanzamt Meldorf (Holdorf)
13. Finanzamt Neumünster
14. Finanzamt Oldenburg (Holstein)
15. Finanzamt Bad Oldesloe
16. Finanzamt Plön
17. Finanzamt Ratzeburg
18. Finanzamt Rendsburg
19. Finanzamt Schleswig
20. Finanzamt Bad Segeberg
21. Finanzamt Wandsbeck